# Cultrum
El cultrún o cultrum (del mapudungun kultrung o kultrum) és un instrument de percussió membranòfon, utilitzat pel poble maputxe, ètnia que habita a la Patagònia argentina i a Xile.

## Descripció
El cultrún és un tambor cerimonial, l'instrument més important de la cultura maputxe, executat pel o la machi (xaman) per als seus rituals religiosos o culturals, i també per a la rogativa del Ngillatun (ritu anual de la fertilitat).
És un membranòfon, amb membrana lligada, semiesfèric (com el timbal). Mesura aproximadament entre 35 i 40 cm de diàmetre superior i una alçada de 12 a 15 cm. El seu cos és de fusta de canelo (drimys winteri), llorer, lenga (nothofagus pumilio) o lingue (persea lingue), la qual es talla a l'hivern perquè no es parteixi. Es construeix buidant un tronc fins a donar-li a la caixa de ressonància la forma d'un con obert o còncau, amb forma de bol. Després, se li posa un pegat de cuir de xai, guanac o cavall cobrint la boca, tensat amb lligams de cuir abraçant el cos del tambor.
També es poden introduir objectes a l'interior de la cavitat com ara herbes, pedres o plomes per a que tingui un repic quan es fa sonar.

## Ús
S'executa de dues maneres: sostingut de la mà i percudit amb una baqueta o recolzat a terra i percudit amb dos baquetes.
En la cosmovisió maputxe, el cultrún representa la meitat del món o de l'univers en la seva forma semiesfèrica; en el pegat estan representats amb un dibuix els quatre punts cardinals, cada un té assignat un element: l'aire al nord, l'aigua a l'oest, el foc a l'orient i la terra al sud, els poders omnipotents de Ngenechén (dominador de l'univers), els quals es troben representats amb dues línies en forma de creu i els seus extrems es ramifiquen en tres línies més, representant les potes de l'ocell choyke (nyandú), o si és una creu amb corbes representa les fases lunars (la lluna per als maputxes presideix la fertilitat, el naixement, la determinació del sexe, impulsa la procreació animal i dona vida); dins de les cambres que queden dividits, es dibuixen les quatre estacions de l'any. Aquesta és una de les teories, hi ha possibilitats que hi hagi diverses interpretacions dins de la comunitat.
Generalment els dibuixos estan en dos colors, vermell i blau, o de vegades només un d'ells. El blau (Kalfu en mapudungun) representa l'acceptació dels temps, la força i l'aigua. D'altra banda, el vermell representa l'essència i la sang de l'ésser maputxe i era pintat amb sang d'algun animal sacrificat.
Cada cop del cultrún és un batec de l'ésser natural o sobrenatural.